# Messor tropicorum
Messor tropicorum är en myrart som beskrevs av Wheeler 1922. Messor tropicorum ingår i släktet Messor och familjen myror. Inga underarter finns listade i Catalogue of Life.